# Rajd Wikingów 1959
Rajd Wikingów 1959 (9. Viking Rally) – 9. edycja rajdu samochodowego Rajd Wikingów rozgrywanego w Norwegii. Rozgrywany był od 18 do 21 września 1959 roku. Była to dziesiąta runda Rajdowych Mistrzostw Europy w roku 1959.

## Klasyfikacja rajdu
| Miejsce                      | Kierowca                     | Pilot                        | Samochód                      | Czas                         | Strata                       |                              |
| Klasyfikacja generalna i ERC | Klasyfikacja generalna i ERC | Klasyfikacja generalna i ERC | Klasyfikacja generalna i ERC  | Klasyfikacja generalna i ERC | Klasyfikacja generalna i ERC | Klasyfikacja generalna i ERC |
| ---------------------------- | ---------------------------- | ---------------------------- | ----------------------------- | ---------------------------- | ---------------------------- | ---------------------------- |
| 1.                           | Hans Ingier                  | Thorbjørn Berntsen           | Volvo PV 544 Sport            | 1:10                         |                              |                              |
| 2.                           | Erik Carlsson                | Mario Pavoni                 | Saab 93                       | 1:13                         | +3                           |                              |
| 3.                           | Nils Fredrik Grøndal         | Knut Solberg                 | Volvo PV 544 Sport            | 1:32                         | +22                          |                              |
| 4.                           | Aatos Wassman                | Rainer Eklund                | Škoda Octavia TS              | 1:35                         | +25                          |                              |
| 5.                           | Olle Bromark                 | Kjell Lyxell                 | Saab 93 B                     | 1:37                         | +27                          |                              |
| 6.                           | Nils-Olof Eklundh            | Asko Ruuskanen               | Škoda 445 Spartak             | 1:40                         | +30                          |                              |
| 7.                           | Edward Gjølberg              | Jan Erik Martinsen           | Škoda 445 Spartak             | 1:41                         | +31                          |                              |
| 8.                           | Carsten Johansson            | Helge Mikkelsen              | Volkswagen Käfer Typ 122 1200 | 1:41                         | +31                          |                              |
| 9.                           | Arve Aaberg Andersen         | Walther Schjølberg           | Volvo PV 544 Sport            | 1:42                         | +32                          |                              |
| 10.                          | Gunnar Callbo                | Sigurd Höglund               | Volvo PV 544 Sport            | 1:43                         | +33                          |                              |